# Borghetto Santo Spirito
Borghetto Santo Spirito är en ort och kommun i provinsen Savona i regionen Ligurien i Italien. Kommunen hade 4 690 invånare (2018).